# Here I Go (2 Unlimited)
Here I Go is een nummer van het Nederlands-Belgische eurodanceduo 2 Unlimited uit 1995. Het is de derde single van hun derde studioalbum Real Things.
Het nummer werd in diverse Europese landen een hit. Het meest succesvol was het nummer in Spanje, Finland en het Nederlandse taalgebied. In de Nederlandse Top 40 haalde het de 5e positie, terwijl het in de Vlaamse Ultratop 50 een plek lager kwam.